# Иван Клинчаров
Иван Георгиев Клинчаров е български политик, обществен деец, публицист и преводач. Изследва и публикува биографии на важни личности от историята на България, сред които Христо Ботев, Васил Левски, Любен Каравелов, поп Богомил и др.

## Биография
Иван Клинчаров е роден на 1 януари 1875 г. в Пазарджик. Майка му Ангелина Костадинова Куртева е сподвижничка на Васил Левски. Клинчаров завършва гимназия в Пловдив през 1896 г. През същата година основава и става председател на дружеството „Просветна дружба“ в пазарджишкия квартал Чиксалън. Там, през 1897 г., участва в създаването на читалище „Св. Константин“, което на 21 септември 1897 г. се обединява с дружество „Младежка дружба“ и така се образува съществуващото и днес читалище „Христо Ботев“. През 1898 г. става член на Българската работническа социалдемократическа партия (БРСДП). Управляващата Народняшка партия му отказва учителско място в Пазарджик и той постъпва като учител в Ракитово. Там вдъхновява и организира учредяването на 14 април 1898 г. на местното читалище „Будилник“, кръстено на едноименния Ботев вестник. През 1901 г. е учител в Пазарджик и председател на читалище „Христо Ботев“. През 1902 – 06 г. следва литература в Софийския университет. При разделянето на БРСДП на „широки“ и „тесни“ социалисти през 1903 г., Клинчаров се присъединява към левите революционни марксисти начело с Димитър Благоев. През 1910 г. завършва правни науки в Лион, Франция, а през 1915 г. защитава докторат по право в Брюксел, Белгия.
След завръщането си в България работи като гимназиален учител в Разград и София, а по-късно става адвокат. На I конгрес на БКП (т. с.) през 1919 г. е избран за член на Висшия партиен съвет. В края на 1919 г. Централният комитет на БКП (т. с.) сформира Централна емигрантска комисия (ЦЕК), която на практика да реализира „Временни наредби за основаването, назначението и дейността на емигрантските комунистически групи при ЦК на БКП (т. с.)“. За секретар на комисията е избран Димо Хаджидимов, а за членове – Иван Клинчаров, Васил Главинов, Благой Касабов и Христо Янков. По време на Деветоюнския преврат от 1923 г. се обявява против „неутралитета“ на ЦК на БКП (т. с.). Впоследствие се обявява и против инспирираното от Коминтерна в Москва Септемврийско въстание от 1923 г. След потушаването на въстанието се присъединява към фракцията в БКП (т. с.), която се противопоставя на преминаването на партията в нелегалност. След 1927 г. е изключен от Работническата партия – легалното формирование на БКП (т. с.), поради опитите му със съмишленици да сформира алтернативна легална работническа партия, което се приема за троцкистко сектантство от командваните от Коминтерна ръководители на комунистическата партия. След Петия конгрес на БКП през 1948 г. заедно с единомишлениците му от 1923 г. посмъртно е обявен за „левосектант“ и „ликвидатор на партията“, а публикуването на трудовете му и популяризирането на делото му са забранени.
Симеон Радев, личен приятел на Иван Клинчаров, го описва в спомените си по следния начин: 
| „ | Клинчаров имаше възрожденски патриотизъм, подплатен с идеологията му на тесен социалист. Той говореше с въодушевление за тази България, която се очертаваше тогава пред нас, и за икономическия подем, който ще се развие в нея. Пред перспективите, които му откриваше бъдещето, той се провикваше: „Каква индустрия ще имаме! Какъв пролетариат!“ Иван Клинчаров беше ядовит в своите полемики, но по природа добродушен. Може би поради свои грешки, може би по съдба той претърпя големи разочарования. | “ |

Иван Клинчаров има една дъщеря – Сузана Клинчарова и двама синове – Борис Клинчаров и Евгени Клинчаров, дългогодишен главен художник на издателство „Български художник“ и автор на монографичните очерци „Иван Ненов“ (1962), „Кирил Казанлъклиев“ (1965) и „Тодор Панайотов“ (1967).

## Творчество
От 1897 г. Клинчаров сътрудничи на списанието „Ново време“, а от 1897 до 1939 г. на „Работнически вестник“.
Клинчаров е съставител и един от основните автори на статиите в „Литературен алманах“, печатан в социалистическата печатница „Нова Мисъл“. Алманахът е списван от автори с леви убеждения, които публикуват идеологически мотивирана критика върху определяната от тях като „буржоазна“ и „филистерска“ литература на съвременниците им П. П. Славейков, П. Ю. Тодоров, К. Христов, А. Протич, д-р Кръстев и др. От „Литературен алманах“ излизат от печат общо три тома – през 1907, 1908 и 1910 г.
Още от съвсем млад Клинчаров проявява интерес към живота и творчеството на Христо Ботев и дейците на Българското национално възраждане. Посвещава на проучванията върху живота и творчеството на Ботев петдесет години от живота си.
През 1907 г. под негова редакция и съставителството излизат от печат първите събрани съчинения на Христо Ботев. По подготовката на съчиненията Клинчаров работи заедно с дъщерята на Ботев – Иванка Христова Ботева. Сътрудничеството му с Иванка продължава само около година, тъй като по време на работата върху сборника, тя се разболява и след неуспешна операция умира в София на 7 ноември 1906 г. В издавания по същото време от него „Литературен алманах“ Клинчаров оспорва сътрудничеството на Ботева. Съпругът на Иванка – Стоян Христов от своя страна обвинява Клинчаров в своеволия при редакцията на материалите Спорът е разрешен по съдебен път и чрез взаимни отстъпки, а в редактирането на сборника се включва и поетът Димитър Полянов.
За изготвяне на биографиите на българските творци, поети, писатели и революционери Клинчаров се среща с техни съвременници, които му разказват спомени и му предоставят оригинални документи и фотографии, които по-късно са откупени от Националната библиотека „Св. св. Кирил и Методий“. Поддържа кореспонденция с Никола Обретенов.
С монографията си „Поп Богомил и неговото време“ (1927) Клинчаров се присъединява към тези автори от първите десетилетия на 20 век, които се стремят да опровергаят мита за „лошите богомили“ и да утвърдят в българската историография тезата за богомилството като положително обществено явление. Клинчаров прави изводи за плодотворното влияние на богомилството върху българската държавност и го свързва с успехите, постигнати от България през ХІ-ХІІ в.
В периода 1924 – 25 г. сътрудничи на списание „Пламък“, а между 1925 и 1933 г. на „Червен смях“ и „Наковалня“.
Превежда Николай Чернишевски, Максим Горки, както и пиесата на Хенрих Ибсен „Когато ний, мъртвите, се пробудим“.

## Основни произведения
- „Христо Ботйов – биография“ (1910)[1]
- „Васил Левски – Дяконът, живот и революционна дейност“ (1924)[1]
- „Любен Каравелов“ (1925)[1]
- „Димитър Благоев, история на неговия живот“ (1926)[1]
- „Поп Богомил и неговото време“ (1927)[1]

## Памет
На Иван Клинчаров са кръстени главната улица в Ракитово и улица в Пазарджик.
Лични архивни фондове на Иван Клинчаров се съхраняват в Централния държавен архив - ф. № 2140К  и в Българския исторически архив при Националната библиотека „Св. св. Кирил и Методий“ - ф. № 499. 